# Vermifugação em massa

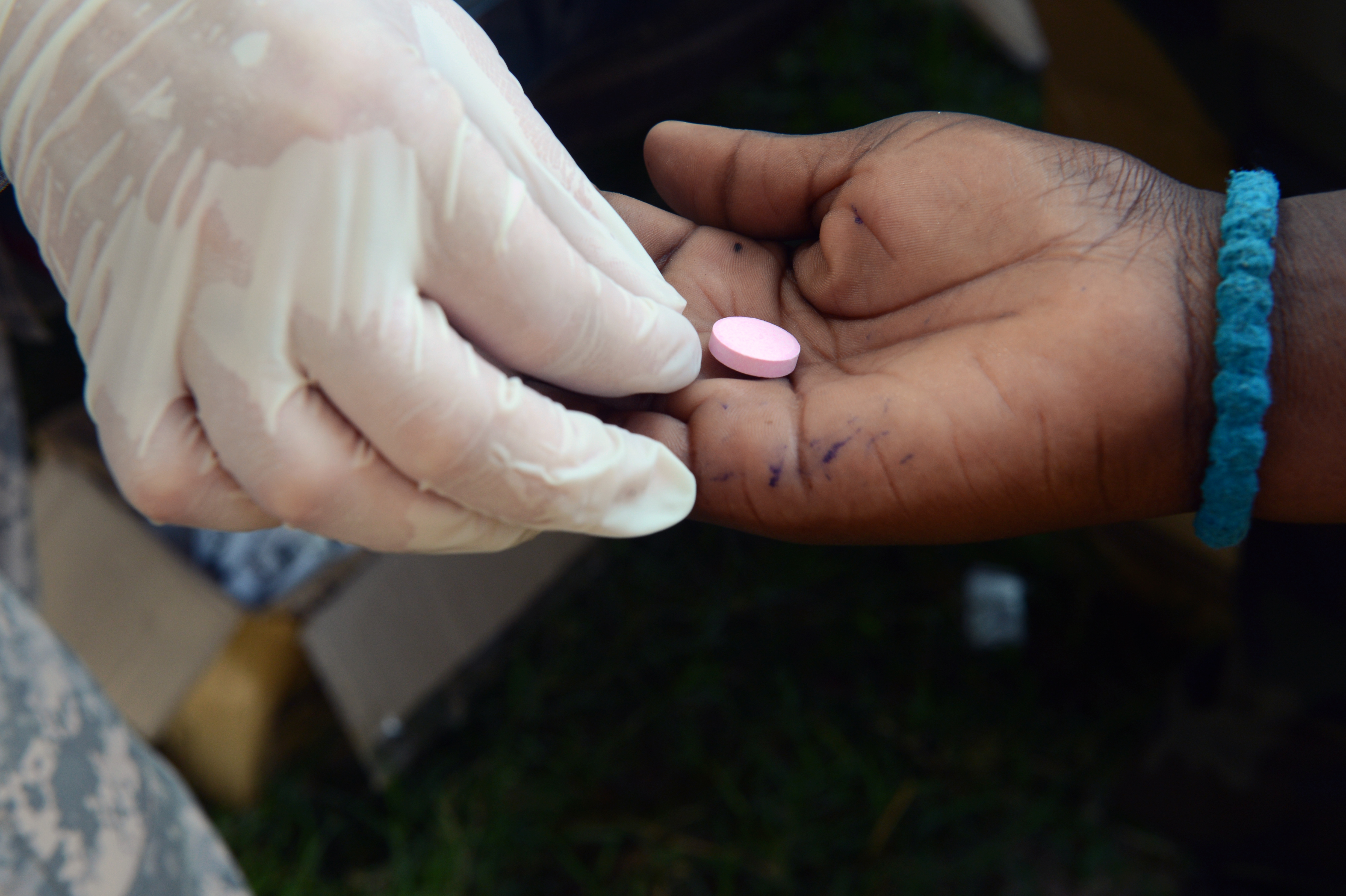
Enfermeira dando um comprimido de vermifugação para uma criança em Kakute, Uganda.

A vermifugação em massa, também chamada de quimioterapia preventiva, é o processo de tratamento de um grande número de pessoas, especialmente crianças, contra helmintíase (por exemplo, helmintos solo-transmissíveis - STH) e esquistossomose em áreas com alta prevalência dessas doenças. Envolve o tratamento de todos - geralmente todas as crianças que frequentam escolas, usando a infraestrutura existente para economizar dinheiro - em vez de testar primeiro e depois tratar apenas seletivamente. Não foram relatados efeitos colaterais graves ao administrar a medicação em pessoas sem vermes, e testar a infecção é muitas vezes mais caro do que tratá-la. Portanto, com a mesma quantia de dinheiro, a vermifugação em massa pode tratar mais pessoas de forma mais econômica do que a vermifugação seletiva. A vermifugação em massa é um exemplo de administração de medicamentos em massa.
A vermifugação em massa de crianças pode ser realizada com a administração de mebendazol e albendazol, que são dois tipos de medicamentos anti-helmínticos. O custo de fornecer um comprimido a cada seis a doze meses por criança (doses típicas) é relativamente baixo.
A helmintíase transmitida pelo solo é a doença tropical negligenciada mais prevalente. Mais de 870 milhões de crianças correm o risco de contrair uma infecção por vermes parasitas. As infecções por vermes interferem na absorção de nutrientes, podem causar anemia, desnutrição e prejudicar o desenvolvimento físico e mental, além de representar uma séria ameaça à saúde, à educação e à produtividade das crianças. As crianças infectadas geralmente ficam doentes ou cansadas demais para se concentrarem na escola ou para frequentá-la. Em 2001, a Assembleia Mundial da Saúde estabeleceu uma meta para a Organização Mundial da Saúde (OMS) de tratar 75% das crianças em idade escolar até 2010.
Algumas organizações não governamentais apoiam a vermifugação em massa, como a Iniciativa Vermifugar o Mundo (um projeto da organização não governamental Evidence Action), o END Fund (fundado pela Fundação Legatum em 2012), a Iniciativa de Controle da Esquistossomose e a Sightsavers. Devido ao baixo custo da vermifugação de crianças, a implementação em larga escala pode proporcionar benefícios mais amplos para a sociedade.

## Histórico

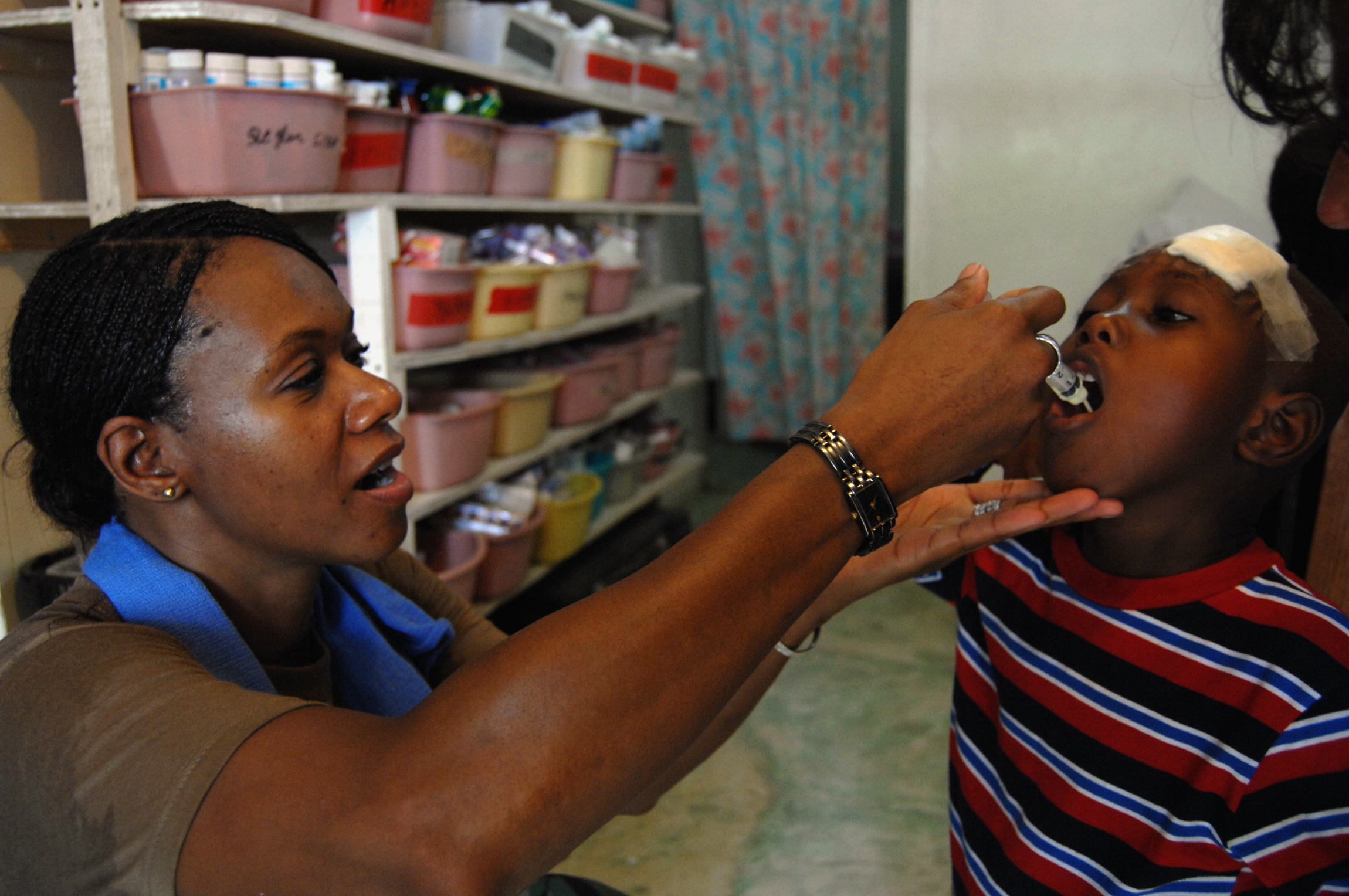
Uma enfermeira dando vermífugo a uma criança

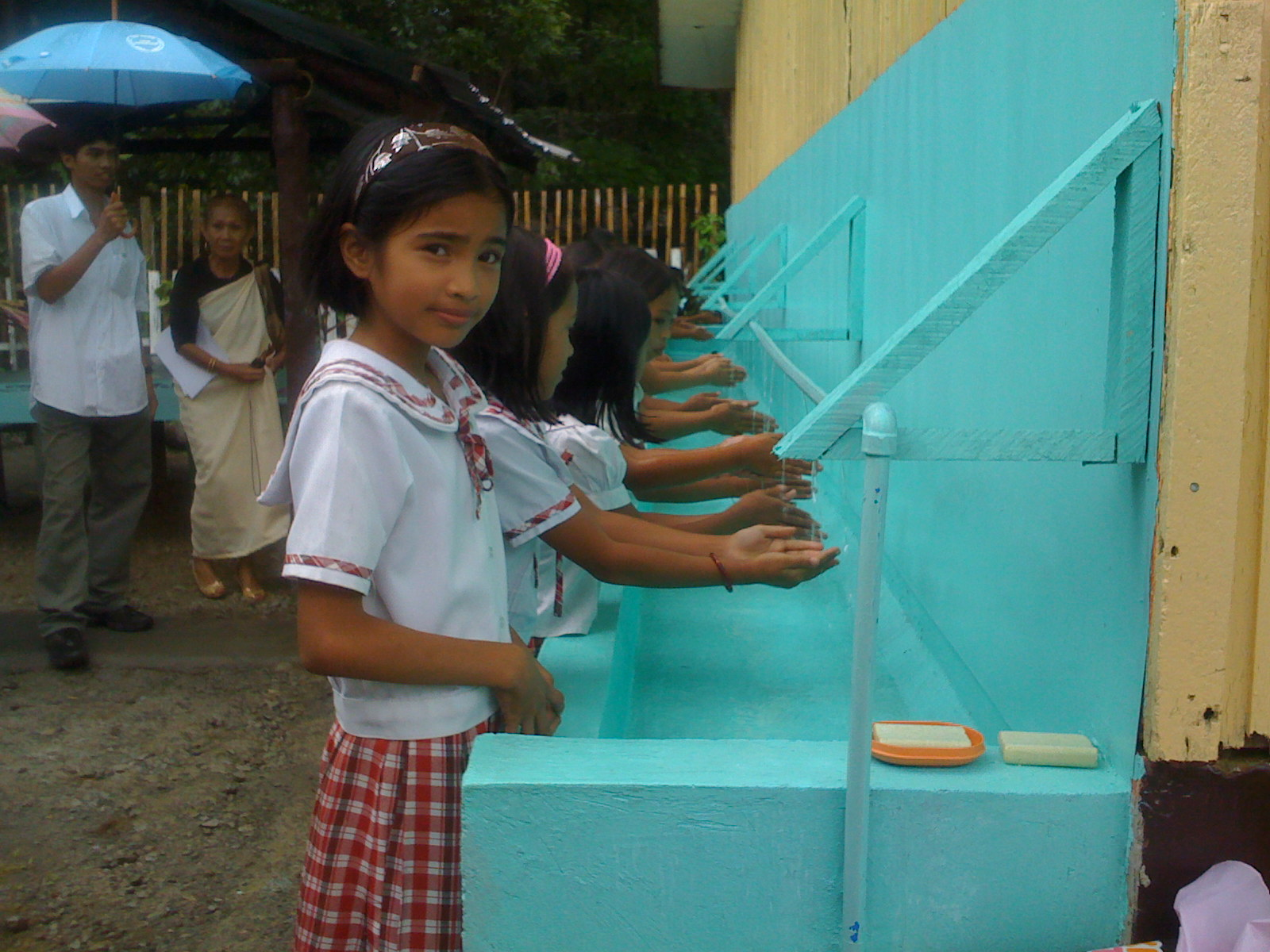
A lavagem das mãos e a vermifugação duas vezes por ano fazem parte do Pacote de Cuidados Essenciais com a Saúde nas Filipinas (programa "Fit for School").

Os vermes parasitas intestinais (a maioria deles pertencentes à categoria de helmintos solo-transmissíveis) afetam aproximadamente 1,5 bilhão de pessoas, de acordo com estimativas da OMS, sendo que 218 milhões precisaram de tratamento preventivo para vermes do tipo esquistossoma em 2015.
A OMS recomenda a vermifugação em massa de crianças que vivem em áreas endêmicas, a fim de reduzir a morbidade por meio da redução da carga geral de vermes. A organização também informa que as infecções por vermes afetam negativamente o estado nutricional, prejudicam os processos cognitivos e podem causar condições como obstrução intestinal ou lesões no trato urinário e no fígado. Espera-se que o tratamento medicamentoso periódico traga benefícios à saúde, como redução da perda de micronutrientes, redução da contaminação ambiental, melhora do estado nutricional e da função cognitiva e melhor desempenho escolar em determinadas circunstâncias.
Em 2001, a Assembleia Mundial da Saúde estabeleceu uma meta para a OMS de tratar 75% das crianças em idade escolar até 2010. Em 2014, mais de 396 milhões de crianças em idade pré-escolar e escolar foram tratadas, o que corresponde a 47% das crianças em risco.

## Métodos

### Comprimidos
Os programas de vermifugação para crianças geralmente administram um medicamento anti-helmíntico, como albendazol ou mebendazol (ou praziquantel em uma dose baseada no peso ou na altura para esquistossomose). O tratamento é administrado como uma dose única em uma formulação de pílula. Outros medicamentos usados, embora não aprovados pela OMS, incluem pamoato de pirantel, piperazina, citrato de piperazina, tetracloroetileno e levamisol. Nos programas de vermifugação em massa, todas as crianças recebem o medicamento, estejam elas infectadas ou não. Em áreas endêmicas, a vermifugação precisa ser repetida regularmente. A frequência do tratamento depende da prevalência e da gravidade da infecção, que é determinada por pesquisas periódicas, mas geralmente é necessária anualmente.

### Medidas de acompanhamento
Para aumentar os benefícios da vermifugação em massa e reduzir a taxa de reinfecção, as medidas de acompanhamento dos programas de vermifugação em massa devem incluir intervenções de água, saneamento e higiene (WASH). Um bom exemplo dessa intervenção combinada é o Programa de Cuidados Essenciais com a Saúde implementado pelo Departamento de Educação das Filipinas: Esse programa nacional combina a vermifugação semestral de crianças em idade escolar com a lavagem das mãos em grupo com sabão em horários determinados do dia nas dependências da escola. Essa abordagem chamada "Fit for School" também foi implementada na Indonésia em 2014.

## Aspectos de saúde

### Evidências
- Em 2015, uma revisão em um periódico do Banco Mundial concluiu que as evidências apoiam um benefício com relação à frequência escolar e à renda de longo prazo.[19]
- Uma revisão da Cochrane atualizada em 2019 constatou que as evidências médicas de alta qualidade sobre a vermifugação em massa de crianças não apoiaram o efeito benéfico sobre o desempenho escolar, o peso corporal, a cognição e as taxas de anemia.[3] No entanto, foram excluídos vários estudos que mostraram resultados positivos a longo prazo, pois não atenderam aos critérios de inclusão de um controle puro (para estudos que usam o método de ensaios clínicos randomizados (RCT)). Os defensores da vermifugação em massa argumentam que esses estudos defendem os benefícios de longo prazo.[20][21]
- Uma revisão de 2016 que examinou os efeitos da vermifugação no peso das crianças incluiu estudos omitidos pela Cochrane. Ela também extraiu dados adicionais dos estudos incluídos. Essa revisão concluiu que, em ambientes com prevalência superior a 20%, onde a OMS recomenda o tratamento em massa, o ganho de peso médio estimado por dólar gasto com a vermifugação em massa é mais de 35 vezes maior do que o estimado com os programas de alimentação escolar.[22]
- Em 2017, uma revisão sistemática e uma meta-análise reexaminaram os estudos disponíveis e concluíram que a vermifugação em massa para vermes transmitidos pelo solo teve pouco efeito. No entanto, para a esquistossomose, a vermifugação em massa pode ter sido eficaz para o peso, mas provavelmente foi ineficaz para a altura, a cognição e a frequência escolar.[23]
- Uma meta-análise de 2019 da Campbell Collaboration constatou que a vermifugação em massa de mulheres grávidas reduziu a anemia materna em 23%, mas não houve evidência de outros efeitos.[24]

### Reinfecção e resistência
A reinfecção com vermes pode começar logo após a pílula ter matado a população de vermes intestinais. O retratamento regular, juntamente com um maior foco em outros aspectos da água, saneamento e higiene (WASH), reduz as taxas de infecção em áreas onde os vermes parasitas são endêmicos.
A resistência dos vermes aos medicamentos anti-helmínticos ao longo do tempo é uma possibilidade.

## Custos
A vermifugação em massa foi considerada barata quando calculada em uma base "por criança/por ano" ou $/EVCI. O teste de triagem para detectar se uma criança está realmente infectada seria até 12 vezes mais caro.
O custo do tratamento de uma criança para infecção de helmintos e STH custa diferentes valores em diferentes países quando administrado como parte da vermifugação em massa nas escolas, mas a Evidence Action afirma que seus programas recentes custam US$ 0,56 ou menos por criança, por dose. Esse programa é recomendado pelo Giving What We Can e pelo Centro Copenhagen Consensus como uma das soluções mais eficientes e econômicas. Estudos de modelagem também sugerem que os programas de vermifugação são altamente econômicos.

## Programas nacionais de vermifugação
Os programas nacionais de vermifugação têm como alvo as crianças em idade escolar, que a OMS define como tendo entre 5 e 14 anos de idade. Em 2015, o número total global estimado em programas de vermifugação era de 495 milhões e programas nacionais de vermifugação foram iniciados em vários países. O maior programa de vermifugação do mundo foi iniciado em 2015 na Índia, com o objetivo de atingir 240 milhões de crianças em risco de contrair vermes parasitas.
Programas nacionais de vermifugação listados por país em ordem alfabética:
- Burundi: cerca de 2 milhões de crianças receberam duas doses de medicamentos em 2014.[31]
- Camarões: iniciou um programa de vermifugação em 2006, que se expandiu para atingir 4 milhões de crianças.[32]
- Costa do Marfim: mais de 1,4 milhão de crianças tratadas em 2014.[31]
- República Centro-Africana: iniciou um programa de vermifugação em 2015 com o objetivo de atingir 250.000 crianças.[33]
- República Democrática do Congo: iniciou uma campanha de vermifugação em 2009 com o objetivo de atingir 12,5 milhões de crianças.[34]
- Etiópia: anunciou que iniciaria um programa nacional de vermifugação em 2015,[35] após uma estimativa de 6,8 milhões de crianças tratadas em 2014.[31]
- Gâmbia: iniciou um programa de vermifugação em 2010 e, em 2013, tinha como alvo 1,6 milhão de crianças.[36]
- Quênia: iniciou um programa de vermifugação em 2009 de todas as crianças em 45 distritos de alta densidade de infecções por STH.[37] Em 2014, o programa havia se expandido para atingir 6 milhões de crianças.[38]
- Índia: anunciou um programa de vermifugação em 2015 que tinha como objetivo tratar 240 milhões de crianças.[30]
- Libéria: mais de 600.000 crianças foram tratadas em 2014, mas o tratamento foi adiado devido ao ebola.[31]
- Madagascar: iniciou um programa de vermifugação em 2012 com o objetivo de atingir todas as crianças do país, mais de 5 milhões no total.[39]
- Malawi: cerca de 2 milhões de crianças visadas em um programa de vermifugação em 2011.[40]
- Moçambique: iniciou um programa de vermifugação em 2007, quando cerca de 500.000 crianças foram tratadas; em 2014, cerca de 5 milhões foram visadas.[41]
- Níger: iniciou um programa de vermifugação em 2004,[42] em 2014 mais de 1,3 milhão de crianças.[31]
- Senegal: mais de 500.000 crianças tratadas em 2013.[31]
- Serra Leoa: 1,1 milhão de crianças em idade escolar receberam duas doses de medicação em 2011.[43]
- Tanzânia: mais de 960.000 crianças tratadas em 2014.[31]
- Uganda: mais de 500.000 receberam um tratamento semestral em 2014.[31]
- Iêmen: mais de 2,5 milhões de crianças tratadas em 2014, mas o programa foi suspenso em 2015 devido à agitação política.[31]
- Zâmbia: mais de 90.000 crianças tratadas em 2014.[31]
- Zanzibar: quase 1,7 milhão de crianças tratadas em 2014.[31]

### Aceitação
Os programas de vermifugação são amplamente aceitos, embora tenha havido alguns relatos de pais que se recusam a permitir que seus filhos recebam a medicação devido ao medo de doenças, como os relatados na mídia nas Filipinas. Uma pesquisa nas Filipinas relatou que alguns pais não permitem que seus filhos recebam comprimidos de vermifugação, enquanto a maioria o faria. Outra pesquisa na China rural constatou que o ceticismo e os mitos locais sobre o programa de vermifugação poderiam afetar a aceitação da medicação.

## Outros atores

### Agências da ONU e ONGs
A ONU está envolvida em programas de vermifugação em massa por meio do Programa Mundial de Alimentos, UNICEF e Organização Mundial da Saúde.
As ONGs envolvidas na defesa ou na realização da vermifugação incluem: a Iniciativa de Controle da Esquistossomose, a Iniciativa Deworm the World da Evidence Action, Goods For Good, Save the Children, Counterpart International, Helen Keller International, Carter Center, Inmed Partnerships for Children, Operation Blessing International e Children Without Worms.

### Empresas farmacêuticas
As empresas de biotecnologia no mundo em desenvolvimento têm como alvo as doenças tropicais negligenciadas - como são classificadas muitas infecções por vermes - e a administração de medicamentos em massa devido à necessidade de melhorar a saúde global.
Por exemplo, em 2012, a Johnson & Johnson se comprometeu a fornecer 200 milhões de comprimidos de vermifugação por ano.

## Exemplos

### Nicarágua
O programa nacional de vermifugação foi estabelecido como uma parceria entre a Organização Pan-Americana da Saúde - que atua como Escritório Regional da OMS, a Rede Global para Doenças Tropicais Negligenciadas, o Banco Interamericano de Desenvolvimento, os ministérios do governo da Nicarágua, ONGs internacionais e o principal doador, a Children Without Worms.
O Children Without Worms é uma parceria público-privada entre a Task Force for Global Health e a Johnson & Johnson, que doou o medicamento mebendazol. As helmintoses intestinais são um grande problema na Nicarágua, com 73% das famílias rurais sem água potável e 73% sem saneamento.
Desde 2009, as doações de medicamentos da Johnson & Johnson permitiram a vermifugação anual de crianças em idade escolar e os medicamentos fornecidos por outras ONGs permitiram a vermifugação de crianças em idade pré-escolar, embora tenham sido levantadas questões sobre se a frequência deveria ter sido aumentada.

### Burundi
Em 2007, o Burundi realizou uma pesquisa parasitológica em toda a sua população que demonstrou que a esquistossomose intestinal estava altamente concentrada em áreas próximas à água e que as helmintíases transmitidas pelo solo, incluindo a ancilostomíase, estavam mais amplamente distribuídas entre a população. O relatório demonstrou a adequação de uma administração de medicamentos em massa para toda a população. A Iniciativa de Controle da Esquistossomose desenvolveu uma abordagem que custaria 50 centavos de dólar por pessoa por ano e foi testada em Burundi e Ruanda em 2007 com um investimento de US$ 9 milhões da Fundação Legatum, juntamente com o apoio de vários outros doadores governamentais, filantropos e empresas farmacêuticas, durante um período de quatro anos.

### Filipinas

#### Programa de Controle de Helmintos Solo-Transmissíveis, administrado pelo Departamento de Saúde
O Programa de Controle de Helmintos Solo-Transmissíveis das Filipinas é administrado pelo Departamento de Saúde e implementado pelo Departamento de Educação das Filipinas. É uma parceria com a OMS, a Universidade das Filipinas em Manila, o UNICEF, a World Vision International, a Feed the Children, a Helen Keller International, a Plan International e a Save the Children. Envolve dar a todas as crianças doses de albendazol ou mebendazol.
No entanto, em 2013, o Diretor do Instituto Nacional de Saúde das Filipinas questionou a eficácia do programa porque ele cobria apenas 20% das crianças afetadas, com uma taxa de infecção de 44%. Em 2015, 16 milhões de crianças eram alvo do programa de vermifugação. com algumas alegações da mídia de que alguns dos medicamentos estavam vencidos. Funcionários do governo negaram isso posteriormente. Outros relatórios da imprensa nacional em julho de 2015 afirmaram que um pequeno número de crianças havia sido admitido no hospital devido a um "efeito adverso" do medicamento de vermifugação.

#### Programa de Cuidados Essenciais com a Saúde implementado pelo Departamento de Educação das Filipinas
A vermifugação bem-sucedida e os resultados positivos em termos de saúde também foram alcançados pelo Programa de Cuidados Essenciais com a Saúde implementado pelo Departamento de Educação das Filipinas. Esse programa nacional inclui o fornecimento de medicamentos para vermifugação às crianças em idade escolar duas vezes por ano, bem como a lavagem das mãos em grupo com sabão e a escovação dos dentes diariamente com pasta de dente com flúor como uma atividade em grupo em horários determinados do dia nas instalações da escola. Em 2012, o UNICEF o descreveu como um "exemplo excepcional de ação em escala para promover a saúde e a educação das crianças".

### Estados Unidos
As campanhas de saúde pública para reduzir as infecções por vermes nos EUA podem ser rastreadas desde 1910, quando a Fundação Rockefeller iniciou a luta contra a ancilostomíase - o chamado "germe da preguiça" - que infectava 40% das crianças no sul dos Estados Unidos. Os registros do programa sugerem que ele levou a um aumento na matrícula e na frequência escolar das crianças, e melhorou a alfabetização e a renda dos adultos que foram tratados como crianças. Essa campanha foi recebida com entusiasmo pelos educadores de toda a região; como observou uma escola da Virgínia: "As crianças que eram apáticas e monótonas agora estão ativas e alertas; as crianças que não conseguiam estudar há um ano não só estão estudando agora, mas estão encontrando alegria em aprender... pela primeira vez em suas vidas, suas bochechas mostram o brilho da saúde". Na Luisiana, um conselho escolar agradecido acrescentou: "Como resultado de seu tratamento... as lições não são tão difíceis para eles, eles prestam mais atenção na aula e têm mais energia... Resumindo, temos hoje em nossas salas de aula cerca de 120 crianças brilhantes e de rosto rosado, ao passo que, se o senhor não tivesse sido enviado para tratá-las, teríamos tantas crianças estúpidas e de rosto pálido".
Descobriu-se que o pessoal militar que retornava da Segunda Guerra Mundial estava trazendo vermes intestinais para os Estados Unidos, portanto, em 1947, a Sociedade Americana de Parasitologistas pediu maior atenção à vermifugação.

## História
Após a Segunda Guerra Mundial, a OMS "tem sido o principal órgão responsável pelo apoio internacional aos programas de pesquisa e controle" da esquistossomose.
Em 2001, a Assembleia Mundial da Saúde declarou a meta de 75% das crianças em idade escolar em áreas endêmicas recebendo tratamento de vermifugação.